# سیبورو
سیبورو (به انگلیسی: Seaborough) یک روستا و محله مدنی در بریتانیا است که در West Dorset واقع شده‌است. سیبورو ۶۰ نفر جمعیت دارد.